# 9 (Kurzfilm)
9 ist ein US-amerikanischer computeranimierter Kurzfilm von Shane Acker aus dem Jahr 2005. Er diente als Grundlage für den Animationsfilm #9.

## Handlung
Die Welt in einer postapokalyptischen Zeit: Die Stoffpuppe Nummer 9 fertigt in einem Haus einen Schwenkhebel an, der über einen Strick mit einem Buch verbunden ist. Zudem füllt er eine Puppenattrappe mit Teer. Anschließend setzt er sich vor dem Haus nieder. Bei sich hat er eine auf einem Stab steckende Glühlampe, die ihm Licht gibt, sowie einen spiegelähnlichen, kleinen Talisman, den er betrachtet. Er erinnert sich:
Einst war er mit seinem Mentor 5 unterwegs, der diesen Gegenstand mit sich führte. Gemeinsam fanden sie die Glühlampe, die sie über eine Metallkonstruktion zum Leuchten brachte. Ständig hüteten sie sich vor einem Metallmonster mit einem Katzenschädel, das Jagd auf sie machte. Immer, wenn das Monster in der Gegend war, leuchtete die Spiegelfläche des Talismans grün auf. Plötzlich schien das grüne Licht, und 5 gab den Talisman an 9, der sich mit der Glühlampe verstecken sollte. 5 wiederum wollte sich dem Monster stellen, das jedoch hinter seinem Rücken erschien und 5 aufspießte. Es saugte ihm mit einem gleichen Talisman die Seele aus – 5 starb, und das Monster zog einen Teil seiner Stoffhaut auf seinen eigenen Körper, der bereits von den anderen sieben Stoffpuppenhäuten überzogen war, die das Monster bisher getötet hatte. In letzter Sekunde gelang 9 die Flucht vor dem Monster, das ihn seither jagt.
In der Gegenwart beginnt plötzlich der Talisman in 9s Hand zu leuchten. Die Puppe begibt sich in das Haus und erwartet das Monster, das Witterung aufgenommen hat. Es folgt dem vermeintlichen Flackern des Talismans, das sich jedoch als Flackern von 9s Glühlampe entpuppt, die vor der präparierten Puppe liegt. Das Monster reißt die Puppe auf und verfängt sich im Teer. Erst jetzt zeigt sich 9, stürzt sich von hinten auf das Monster, entreißt ihm den Talisman und flüchtet anschließend auf eine hochgelegene Planke, die in der Luft endet. Das Monster stürzt sich auf 9, der sich durch die Schwenkhebelkonstruktion von der Planke retten kann. Gleichzeitig stürzt das Buch auf die Planke, die bricht und das Monster in die Tiefe reißt. Das Plankenstück wiederum bohrt sich in den Körper des Monsters, das stirbt.
9 begibt sich zu einer Feuerstelle, wo er die Häute seiner getöteten acht Freunde rituell verbrennen will. Plötzlich erkennt er, dass sein Talisman und der des Monsters zwei Hälften sind, die zusammengesteckt eine Kugel ergeben. Aus der Kugel treten nun die Seelen der acht getöteten Puppen, die mit ihren Häuten verschmelzen und so ihren Frieden gefunden haben. Der Talisman verlischt, und 9 bricht am nächsten Morgen ins Unbekannte auf.

## Produktion
Shane Acker schuf 9 als Master-Arbeit im Rahmen seines dualen Studiums der Architektur und Animation an der UCLA. Er plante ursprünglich, den Film in Stop-Motion zu animieren, entschied sich jedoch aus finanziellen Gründen am Ende für Computeranimation. Mit Unterbrechungen arbeitete er viereinhalb Jahre an 9.
Acker nannte in einem Interview die Arbeiten von Jan Švankmajer und den Brothers Quay als Vorbilder für seinen Film, so ist die überdimensionale Babypuppe, auf der 9 sitzt, eine Anspielung auf die Brothers Quay. Die Szene, in der 5 und 9 die Glühlampe aus der Lampe ziehen, ist eine Hommage an Pixars Luxo und Die kleine Lampe. Inspiriert wurde der Film zudem durch die Geschichte von Beowulf, so ist das Buch, das in der Falle genutzt wird, die Geschichte von Beowulf.
9 wurde als Langfilm adaptiert, bei dem wiederum Shane Acker Regie führte. Zu den Produzenten zählten Tim Burton und Timur Bekmambetow. #9 kam 2009 in die Kinos.

## Auszeichnungen
Der Film wurde 2005 bei den Student Academy Awards mit einer Goldmedaille ausgezeichnet. Auf dem BendFilm Festival erhielt er im gleichen Jahr den Preis der Jury.
9 war 2006 für einen Oscar in der Kategorie „Bester animierter Kurzfilm“ nominiert, konnte sich jedoch nicht gegen The Moon and the Son: An Imagined Conversation durchsetzen.